# لورني سام
لورني سام (بالإنجليزية: Lorne Sam)‏ هو لاعب كرة قدم أمريكية ولاعب كرة القدم الكندية أمريكي، ولد في 5 ديسمبر 1984 في دنفر في الولايات المتحدة.